# Presupposition
Presupposition, ett påstående som genom yttrandet av ett annat påstående förutsätts vara sant. Även om det härledda påståendet negeras så bär det med sig ett budskap om att presuppositionen är sann.
Presuppositioner kan användas i komplexa frågor och andra argumentationsfel.

## Exempel
- Har du slutat slå din fru? -  Presupposition: Personen har slagit sin fru.
- Hur länge sedan åt Anton mat?  - Presupposition: Anton har ätit mat.
- När köpte han sin bil? - Presupposition: Han har köpt en bil.
- Hur mycket pengar har hon? - Presupposition: Hon har pengar.
- När stal du pengar från din lärare? - Presupposition: Att denne stal pengar från sin lärare.